# Prosopocera mozambica
Prosopocera mozambica är en skalbaggsart som först beskrevs av Louis Albert Péringuey 1896.  Prosopocera mozambica ingår i släktet Prosopocera och familjen långhorningar.
Artens utbredningsområde är Moçambique. Inga underarter finns listade i Catalogue of Life.